# Gauliga Pommern 1939/40
De Gauliga Pommern 1939/40 was het zevende voetbalkampioenschap van de Gauliga Pommern.  Promovendus VfL Stettin werd kampioen en plaatste zich voor de eindronde om de Duitse landstitel, waar de club in de groepsfase uitgeschakeld werd. 
Voor de start van het seizoen trokken LSV Pütnitz en promovendus HSV Köslin zich terug uit de competitie. Ze werden vervangen door VfL Stettin, Stern-Fortuna Stolp en Sturm Lauenburg. Deze laatste club en PSV Stettin trokken zich tijdens het seizoen terug.

## Eindstand

### Groep West
| Plaats | Club                | Wed.           | W              | G              | V              | Saldo          | Ptn.           |
| ------ | ------------------- | -------------- | -------------- | -------------- | -------------- | -------------- | -------------- |
| 1.     | VfL Stettin         | 8              | 5              | 1              | 2              | 29:11          | 11:5           |
| 2.     | Stettiner SC        | 8              | 5              | 1              | 2              | 25:12          | 11:5           |
| 3.     | SV Nordring Stettin | 8              | 3              | 0              | 5              | 19:22          | 6:10           |
| 4.     | MTV Pommerensdorf   | 8              | 3              | 0              | 5              | 12:23          | 6:10           |
| 5.     | TSV 1861 Swinemünde | 8              | 3              | 0              | 5              | 16:33          | 6:10           |
| 6.     | Polizei SV Stettin  | Teruggetrokken | Teruggetrokken | Teruggetrokken | Teruggetrokken | Teruggetrokken | Teruggetrokken |

|  | Geplaatst voor finale         |
|  | Degradatie naar Bezirksklasse |

### Groep Oost
| Plaats | Club                    | Wed.           | W              | G              | V              | Saldo          | Ptn.           |
| ------ | ----------------------- | -------------- | -------------- | -------------- | -------------- | -------------- | -------------- |
| 1.     | SV Germania 03 Stolp    | 6              | 5              | 0              | 1              | 23:6           | 10:2           |
| 2.     | SV Viktoria 09 Stolp    | 6              | 3              | 0              | 3              | 13:13          | 6:6            |
| 3.     | SV Stern-Fortuna Stolp  | 6              | 3              | 0              | 3              | 17:19          | 6:6            |
| 4.     | FC Pfeil 1919 Lauenburg | 6              | 1              | 0              | 5              | 8:23           | 2:10           |
| 5.     | SV Sturm 1919 Lauenburg | Teruggetrokken | Teruggetrokken | Teruggetrokken | Teruggetrokken | Teruggetrokken | Teruggetrokken |

|  | Geplaatst voor finale         |
|  | Degradatie naar Bezirksklasse |

## Finale
Heen
|              |                   |       |                       |                                                                 |
| 7 april 1940 | SV Germania Stolp | 1 - 2 | VfL Stettin           | Germaniaplatz, Stolp Toeschouwers: 1.000 Scheidsrechter: Korsch |
| 7 april 1940 | Elbern 51'        |       | 6' Schönwald 15' Mann | Germaniaplatz, Stolp Toeschouwers: 1.000 Scheidsrechter: Korsch |

Terug
|               |             |          |                   |                                           |
| 14 april 1940 | VfL Stettin | 0 - 1    | SV Germania Stolp | Preußenplatz, Stettin Toeschouwers: 4.000 |
| 14 april 1940 |             | 26' Golz |                   | Preußenplatz, Stettin Toeschouwers: 4.000 |

Beslissende wedstrijd
|               |                                      |       |                   |                                                          |
| 21 april 1940 | VfL Stettin                          | 5 - 2 | SV Germania Stolp | Sportplatz des Stettiner SC, Stettin Toeschouwers: 5.000 |
| 21 april 1940 | Mann 25', 42', 75' Schittek 57', 59' |       | 47' Klewin Bauske | Sportplatz des Stettiner SC, Stettin Toeschouwers: 5.000 |

## Promovendi uit de Bezirksliga
- Luftwaffen-SV Stettin
- Luftwaffen-SV Pütnitz
- SV Borussia-Preußen Stettin
- SV Viktoria Kolberg
- Kösliner SV Phönix 1909
- SV Preußen Köslin